# Louisa Frank
Louisa Frank (* 16. Dezember 1996 in Achern) ist eine deutsche Fußballspielerin.

## Karriere
Frank startete ihre Karriere beim SV Fautenbach. In dieser Zeit, vertrat Frank 2010 die U-14, 2011 die U-15-Auswahl, sowie 2012 die U-17-Auswahlmannschaft des Südbadischer Fußballverbandes. Im Sommer 2013 verließ sie den SV Fautenbach und wechselte in die Seniorenmannschaft des SC Sand. Frank feierte im Alter von 16 Jahren am 27. Oktober 2013 ihr Seniorendebüt für den SC Sand, in der 2. Fußball-Bundesliga gegen den TSV Crailsheim. Nach zwei Einsätzen für die Seniorenmannschaft in der 2. Fußball-Bundesliga, rückte Frank im Sommer 2014 in die Seniorenmannschaft auf. Am 24. September 2014, den vierten Spieltag der Frauen-Bundesliga gab sie ihr Debüt in der höchsten deutschen Spielklasse, bei einer 0:3-Niederlage des SC Sand gegen den 1. FFC Frankfurt.